# Тримбол, Роберт
Бруно Роберт Тримбол (англ. Bruno Robert Trimbole; 19 марта 1931, Гриффит, Новый Южный Уэльс, Австралия — 12 мая 1987, Аликанте, Испания) — австралийский бизнесмен, наркоторговец и босс организованной преступности, живший и действовавший в Гриффите (штат Новый Южный Уэльс). Получил известность, благодаря широко освещаемому в СМИ расследованию Королевской комиссии по борьбе с незаконным оборотом наркотиков, международному преследованию со стороны австралийского правительства, добивавшегося задержания Тримбола после того, как он уехал за границу, а также популярному художественному сериалу Underbelly: A Tale of Two Cities, одним из главных персонажей которого был Роберт. Также был известен как Майкл Ханбери (англ. Michael Hanbury) и «Оззи Боб» (англ. Aussie Bob)

## Ранние годы
Роберт Тримбол родился 19 марта 1931 года в семье итальянских эмигрантов, которые приехали в Австралию из южной части итальянского региона Калабрия. В 1952 году Тримбол женился на Джоан Куэстед в Сиднее, а затем переехал в дом своих родителей в Гриффите (Новый Южный Уэльс). Через несколько месяцев Роберт и Джоан переехали в свой арендованный дом, где и воспитали четверых детей. Он арендовал близлежащий гараж и работал механиком, занимаясь собственным бизнесом по восстановлению окраске кузовов, пока в 1968 году не объявил себя банкротом с долгами в 11 000 австралийских долларов.
После банкротства Тримбол по прежнему жил в Гриффите и занимался ремонтом автоматов для игры в пинбол, сумев добиться финансового благополучия. В 1972 году он открыл ресторан The Texan Tavern и мясной магазин The Texan Butchery. В 1973 году он продал оба предприятия партнёру Джузеппе Серджи. К этому моменту благосостояние Тримбола существенно выросло и он смог расплатиться по долгам, образовавшимся после банкротства.

## Преступная деятельность
Занимаясь законным бизнесом Тримбол смог заработать состояние в более чем 2 миллиона австралийских долларов, одновременно заработав себе репутацию крупного наркобарона. Многие местные жители называют его дом «Grass Castle», что указывает на место Тримбола в незаконной торговле марихуаной.
Тримбол инвестировал во многие объекты и предприятия, включая фермы, автомобили, скоростные катера, несколько магазинов одежды, винный магазин и оптовый винный бизнес. Позже он добавил к своей империи автотранспортную компанию и супермаркет. Он также купил земельный участок, чтобы заниматься выращиванием апельсинов и винограда.
Вскоре Тримбол взял под контроль торговлю марихуаной, выращиваемой в Новом Южном Уэльсе и получил прозвище «крёстный отец», что говорит о его лидерских качествах и итальянском происхождении. Он также получил прозвище «Оззи Боб», которое якобы ему дали новозеландские наркоторговцы, но на самом деле так его прозвали в итало-австралийском сообществе из-за сильного австралийского акцента Тримбола.
Роберт руководил организацией сборщиков марихуаны в штате Новый Южный Уэльс, находившейся значительно выше Гриффита, мимо Хэя и в графстве Балранолд, где перебравшись затем через границу вниз в сторону Мельбурна.

## Исчезновение Дональда Маккея
Дональд Брюс Маккей (1933—1977) родился и вырос в Гриффите (штат Новый Южный Уэльс), где управлял мебельным бизнесом своей семьи. С 1973 по 1976 годы он трижды баллотировался от австралийской Либеральной партии в национальный парламент и Законодательное собрание штата, но безуспешно. Обеспокоенный растущей торговлей наркотиками в своём городе и узнав о большом урожае марихуаны в соседнем Колимбали, Маккей передал полиции Сиднея полученную им информацию об урожае, которая привела к арестам пяти человек итальянского происхождения, четверо из которых были позднее осуждёны.
К сожалению для Маккея, на суде над арестованными мужчинами его имя было зачитано во время доказательств, что позволил идентифицировать его как информатора. 12 июля 1977 года неизвестный попытался заманить Маккея в Джерилдери. Звонивший заявил, что хочет сделать большой заказ мебели. Маккей, занятый другими делами, отправил в Джерилдери сотрудника, который там никого не нашёл.
15 июля 1977 года Маккей исчез с автостоянки Griffith Hotel после того, как выпил с друзьями, и его тело так и не было найдено. На месте исчезновения Маккея у его запертого фургона были обнаружены пятна крови на двери, ободе колеса, брызговике и шине, а также ключи от машины Маккея и три гильзы калибра 0,22 дюйма (5,6 мм). Как полагают, Маккей был убит и заказчиком его убийства выступил Тримбол.

## Королевская комиссия Вудворда
Исчезновение Маккея подтолкнуло Королевскую комиссию по борьбе с незаконным оборотом наркотиков, известную как Королевская комиссия Вудворда, заняться расследованием преступления.
Через несколько месяцев Комиссия сократила список подозреваемых до шести человек, включая, самого Роберта Тримбола, Джеймса Фредерика Базли, Джорджа Джозефа, Джанфранко Тиззоне и двух известных партнёров Тримбола. Глава Королевской комиссии Вудворд заявил, что: «Я назвал Тримбола как связанного с производством марихуаны в Гриффите, а также как руководителя операции в Юстоне. Он, если не „главный человек“ в отношении производства марихуаны в районе Гриффит, то один из них и тесно связан с Антонио Серджи на том же предприятии».
В связи с исчезновением Маккея Вудворд обнаружил, что «избавление от Маккея было результатом организованного плана. Он был уничтожен организацией, которая, как мне кажется, существовала в Гриффите. Я уверен, что назначение встречи с Маккеем в Джерилдери было частью плана устроить засаду и избавиться от него». Год спустя Верховный суд Нового Южного Уэльса официально объявил Дональда Маккея «предполагаемым умершим». Никаких дальнейших действий предпринято не было. Тримбол и его партнёры были свободны и могли заниматься своим бизнесом как обычно.

## Следствиекоронера
Через семь лет после Королевской комиссии Вудворда давление в СМИ заставило власти провести новое расследование смерти Маккея, которое было поручено коронеру Брюсу Брауну.
Следствие также заслушало свидетельства, свидетельствующие о том, что фонари на автостоянке были разбиты до назначенного времени встречи с Маккеем, что указывало на преднамеренную попытку устроить ему засаду, и что Маккей опасался за свою жизнь после того, как узнал, что переданная им полиции информация об урожае в Колимбали привела к осуждению четырёх человек. Ориентировочная стоимость марихуаны, изъятой полицией благодаря информации Маккея, превышала 25 миллионов австралийских долларов.
Также были представлены свидетельства человека по имени Патрик Джозеф Кинэн, который сделал заявление в полицию, что зайдя в сарай в районе Гриффита, он обнаружил внутри Антонио Серджи с несколькими женщинами, упаковывающими большое количество марихуаны в пластиковые пакеты.
Судебные доказательства, в том числе баллистические доказательства, свидетельствующие о том, что три выстрела, от которых на месте исчезновения Маккея остались гильзы калибра 0,22, были произведены из одного и того же оружия — французского пистолета Unique. Образцы крови и волос, найденных на месте происшествия, также были сопоставлены с образцами Маккея.
Коронёр Браун по итогам расследования заявил, что дело об убийстве практически завершено, но публично раскрыть личность обоих главных обвиняемых он не может в соответствии с разделом 19 Закона о коронерах.

## Побег и захват
5 мая 1981 года полиция зафиксировала разговор между Тримболом и его партнёром, доктором Ником Палтосом, о скором аресте за сговор с целью убийства Маккая. Вскоре Тримбол бежал в США, затем перебрался во Францию и, наконец, уехал в Ирландию, избегая таможенных проверок и изменив дату своего рождения на карточке отправления. В Ирландии Тримбол был арестован и взят под стражу в ожидании экстрадиции. Благодаря адвокатам, Роберту удалось избежать экстрадиции, так как ирландское правительство отказалось выдать его в Австралию и он был освобожден. Правительство Австралии обжаловало решение ирландского суда, но Тримбол сохранил себе свободу.
Федеральная полиция Австралии перехватила телефонные разговоры Палтоса, в которых обсуждалась неудачная попытка экстрадиции Тримбола и упоминались большие суммы денег, которые Роберт потратил на свою защиту, объяснив, что усилия по выдаче «крёстного отца» из Гриффита не увенчались успехом во многом благодаря усилиям ирландского юриста Патрика Макинти, который прославился защитой членов ИРА.
Тримбол сбежал из Ирландии в Испанию, где и скончался в больнице 12 мая 1987 года в возрасте 56 лет. Его тело было возвращено в Австралию, похороны состоялись в Сиднее, где он был похоронен в мемориальном парке Pine Grove в Минчинбери 25 мая 1987 года.

## Личная жизнь
Был дважды женат. Первая супруга — Джоан Куэстед (поженились в 1952). Вторая супруга — Энн-Мари Пресленд (поженились в 1979). Четверо детей, все от первой жены: Гайель Джоан (1954 г.р.), Гленда Джули (1955 г.р.), Роберт Кеннет (1956 г.р.) и Крейг Грейнджер (1959 г.р.).

## В популярной культуре
Тримбол был центральным персонажом криминально-драматического мини-сериала телесети Nine Network Underbelly: A Tale of Two Cities, где его сыграл актёр Рой Биллинг. Вдова Тримбола была недовольна тем как её изобразили в сериале и собиралась подать в суд на телевизионщиков.